# Almenno San Salvatore
Almenno San Salvatore là một đô thị ở tỉnh Bergamo in the Ý region Lombardia, có vị trí cách khoảng 45 km về phía đông bắc của Milano và khoảng 9 km về phía tây bắc của Bergamo. Tại thời điểm ngày 31 tháng 12 năm 2004, đô thị này có dân số 5.844 người và diện tích là 4,8 km².
Almenno San Salvatore giáp các đô thị: Almè, Almenno San Bartolomeo, Paladina, Strozza, Ubiale Clanezzo, Villa d'Almè.